# Мацуда, Дзюдзиро
Дзюдзиро Мацуда (яп. 松田 重次郎 Мацуда Дзю:дзиро:, 8 августа 1875 – 27 марта 1952) – японский промышленник и бизнесмен, основатель автомобильной компании Mazda Motor Corporation . 
Дзюдзиро Мацуда родился в Хиросиме в семье рыбака.  В четырнадцать лет был отдан в ученики к кузнецу в Осаке. В 1906 году сделал своё первое изобретение - насос собственной конструкции. Поступив учеником на литейный завод, он вскоре стал управляющим и переориентировал его на производство сконструированных им насосов. В результате даже название предприятия изменилось на «Matsuda Pump Partnership».  
Когда Мацуду отстранили от руководства, он организовал собственную компанию «Завод Мацуда», где начал производить оружие. Компания «Мацуда» производила для японской армии винтовки Типа 99. Процветанию фирмы способствовало и то, что после Русско-японской войны 1904 – 1905 годов компания «Мацуда»  поставляла оружие даже Российской армии. 
К 1921 году Дзюдзиро Мацуда был состоятельным человеком.  Вернувшись в Хиросиму, он взял на себя управление заводом по изготовлению искусственной пробки «Toyo Cork Kogyo Co., Ltd.» (яп. 東洋コルク工業株式会社 то:ё: коруку ко:гё: кабусики-гайся). Но после окончания Первой мировой войны спрос на искусственную пробку иссяк, и Мацуда сосредоточился на инструментальном производстве. В 1931 году его компания Тоё Когё (яп. 東洋工業株式会社 то:ё: ко:гё: кабусики-гайся), начала производство трёхколёсного грузового мотоцикла «Mazda-go».    
Выбор для названия слова «Мазда» был связан во-первых, с его созвучностью фамилии владельца, Мацуда. Во-вторых, слово «Мазда» было ссылкой на имя зороастрийского бога гармонии, мудрости и разума Ахурамазды, чем подчёркивались претензии новой компании быть светочем прогресса в автомобильной промышленности. Кроме того, Мацуда считал зороастризм религией, оказавшей огромное влияние как на развитие цивилизации Востока, так и на развитие цивилизации Запада. Таким образом, название «Mazda» должно было свидетельствовать о стремлении автомобильной компании к интеграции в мировую культуру.    
Во время атомной бомбардировки Хиросимы 6 августа 1945 года штаб-квартира компании «Тоё Когё» была сильно разрушена, в то время, как завод в пригородном посёлке Футю, расположенный более чем в 5 километрах от эпицентра ядерного взрыва, остался относительно невредимым. Мацуда предложил использовать его для хиросимского офиса японской радиовещательной корпорации  NHK. 
Мацуде не было предъявлено обвинений в военных преступлениях. В 1948 году был восстановлен завод «Mazda», который продолжил выпуск трёхколёсных грузовых мотоциклов. Возобновление работы компании «Тоё Когё» стала одной из основ восстановления после Второй мировой войны экономики в Хиросиме. В 1950 году «Тоё Когё» даже организовала свою бейсбольную команду. 
С 1949 года председателем правления совета директоров компании стал сын основателя Тэнудзи Мацуда. А после кончины Дзюдзиро Мацуды 27 марта 1952 года пост президента «Тоё Когё» занял его зять Цунэдзи, который руководил развитием и расширением автомобильного подразделения компании. В 1979 году компания Ford Motor приобрела 25% акций «Тоё Когё». Это было недружественное слияние, которое привело в 1984 году к тому, что автомобильная компания вышла из-под владения семейства Мацуда и была переименована в «Mazda Motor Corporation». Семья Мацуда по-прежнему владеет контрольным пакетом акций бейсбольной команды. 
За вклад Дзюдзиро Мацуды в развитие префектуры Хиросима в парке Хидзияма в Минами (Хиросима) была установлена его бронзовая статуя, созданная в 1965 году скульптором Кацудзо Энцуба.